# Murkart-Areal

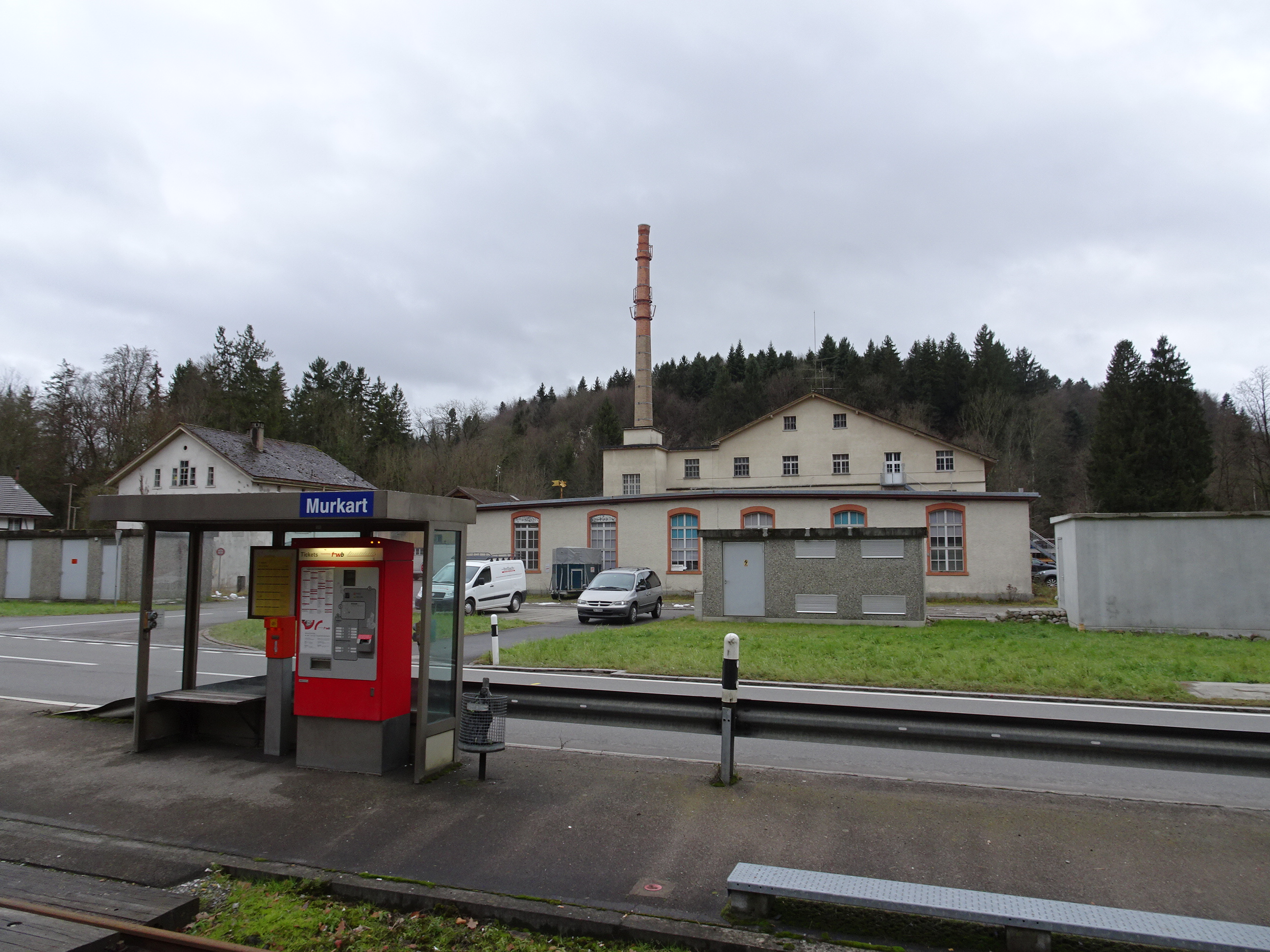
Haltestelle an der Frauenfeld-Wil-Bahn mit Blick auf das Murkart-Areal

Das Murkart-Areal bei Frauenfeld ist ein ehemaliges Fabrikgelände der Zwirnerei Salzmann-Däniker (1900–1931) und der Färberei Dr. Emil Schlumpf (1939–1972). Auf dem Areal befindet sich einer der letzten und höchsten Industriehochkamine im Kanton Thurgau; er ist seit längerem nicht mehr in Betrieb.

## Geschichte

### Baumwollspinnerei (1860–1889)
Zur Nutzungsgeschichte der Baumwollspinnerei lassen sich kaum mehr differenzierte Informationen ausfindig machen. 1866 beschäftigt das Unternehmen 109 Arbeiter. 1878 beschäftigte die Fabrik unter der Leitung von Th. Schweizer am Standort bereits 139 Arbeiter. 1889 wurde die Spinnerei bei einem Grossbrand zerstört. Im Nordteil des Gebäudes war seit Beginn der Fabrikationstätigkeit ein Wasserkraftwerk untergebracht. Die Spinnereimaschinen wurden mit Wasserkraft angetrieben.

### Zwirnerei (1900–1931)
Die teilweise zerstörten Fabrikgebäude wurden wiederaufgebaut und um 1900 nahm eine Zwirnerei unter dem Namen Salzmann-Däniker & Cie den Betrieb auf. Die Zwirnerei beschäftigt über die Jahre hinweg ca. 60 bis 120 Arbeiter. Gemäss Plänen von 1900 befand sich im Flachbau der Fabrik der Maschinenraum, in welchem 23 grosse Spinnerei-, Zwirn- und Kreuzspulmaschinen untergebracht waren. Zu Beginn wurden diese Maschinen noch über Transmissionsstränge direkt mit Wasserkraft angetrieben. Spätestens ab 1923 wurde neben Wasser und Dampf aber auch Elektrizität als Energieform genutzt. Im Nordteil des Gebäudes wurde ein tiefer Schacht ausgehoben und im dritten Untergeschoss eine Turbine eingebaut. In diesem Zusammenhang dürfte das Gebäude mit der Trafostation des Elektrizitätswerks Frauenfeld nördlich des Gebäudes verbunden worden sein. Im Erdgeschoss des Hochbaus befanden sich der Packraum und die Garderoberäume. 1931 wurde die Zwirnerei aus dem Fabrikverzeichnis gelöscht.

### Färberei Dr. Emil Schlumpf (1939–1972)
1939 nahm die Färberei Dr. Emil Schlumpf & Co AG am Standort den Betrieb auf. Die Färberei arbeitete im Auftrag von Strumpffabriken in der näheren und weiteren Umgebung und färbte vor allem Baumwollstrümpfe. Ein Mitarbeiter der Firma holte täglich mit einem Lieferwagen zu färbende Strümpfe bei anderen Strumpffabriken ab und lieferte die fertig gefärbten Strumpfe wieder zurück an die jeweiligen Firmen. Am Standort wurden also keine Strümpfe produziert, nur solche gefärbt.
Im Erdgeschoss des Hochbaus befanden sich mehrere grosse Färbereibecken (ca. 10 Stück). Möglicherweise waren auch im Westteil des Gebäudes weitere Färbereibäder vorhanden. Die Becken dürften jeweils ca. 1,5 m breit und 10 m lang gewesen sein. Die Strümpfe wurden an Stangen aufgehängt und in die Färbereibäder eingetaucht. Nach dem Färbeprozess wurden die Strümpfe in der Appretur mechanisch ausgerüstet. Danach mussten die Strümpfe getrocknet werden. Damit die Strümpfe dabei eine schöne Form erhielten, wurden sie in der Formerei über Holzmodelle gezogen. Neben den Strümpfen dürften teilweise auch andere Stoffe gefärbt worden sein. Über dem Wasserkraftwerk waren drei grosse Wassertanks eingebaut (je 25'000 Liter), damit die Fabrik während Trockenperioden nicht nur von der Ergiebigkeit der genutzten Quellwasserfassung abhängig war. Die Familie Schlumpf wohnte ebenfalls auf dem Areal. Die Färberei Dr. Emil Schlumpf & Co AG ging 1972 in den Konkurs.

### Zwischennutzung (seit 1972)

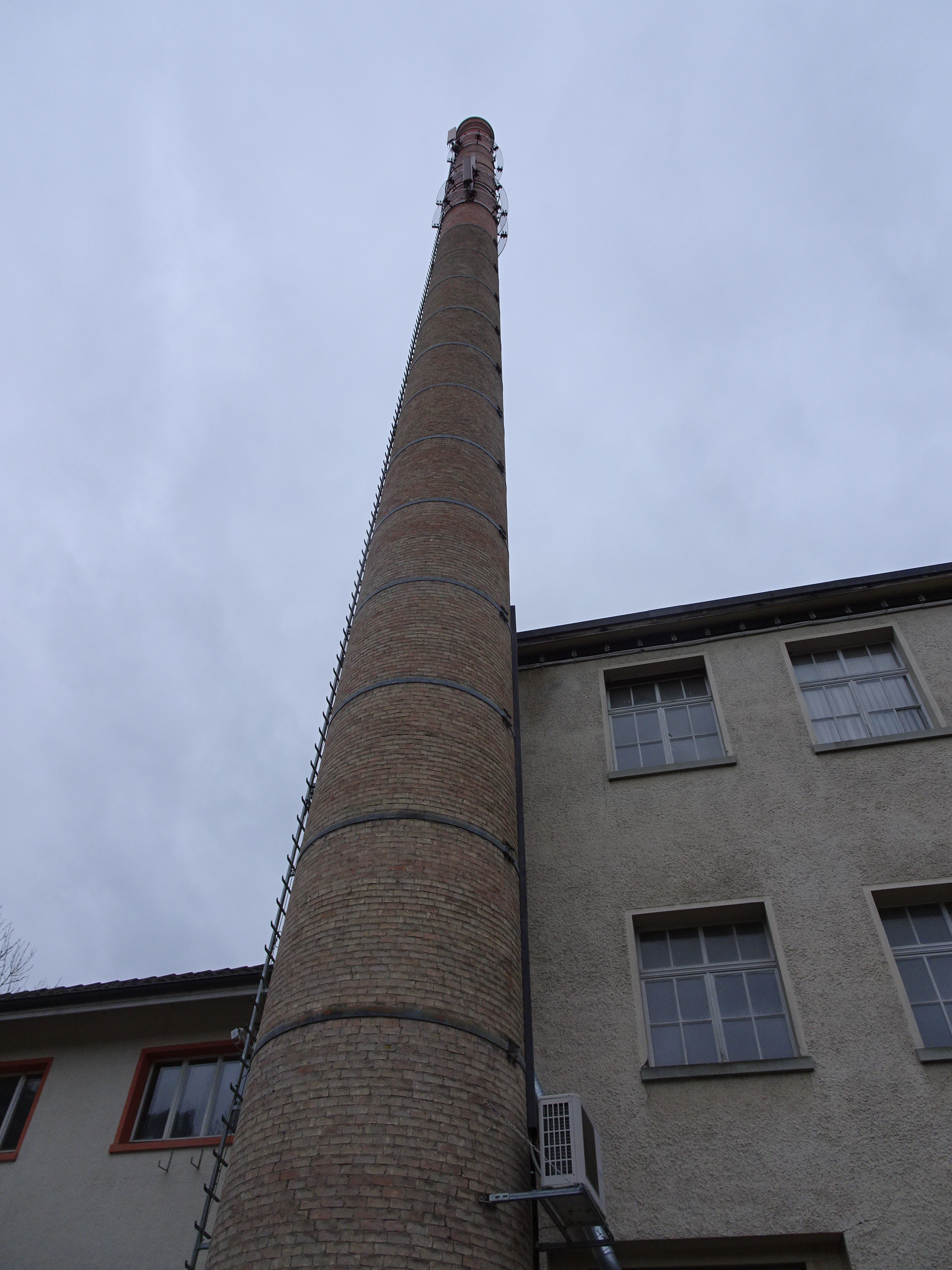
Hochkamin

Das Areal stand von 1972 bis 1978 komplett leer. Danach wurde das Areal mehrfach verkauft und immer wieder für andere Zwecke genutzt. 1992 wurde das Areal an die Kanalisation angeschlossen.
Ebenfalls auf dem Murkart-Areal ist ein Kleinwasserkraftwerk beheimatet. Anstelle der alten Turbine steht an fast gleicher Stelle nun das Flusskraftwerk der Firma Isento AG (Teil der Alpiq Holding), das oberhalb von Frauenfeld an der Murg gelegen ist. 2008 wurde es nach einem Brand total saniert. Es liefert heute Strom für mehr als 330 Haushalte in der Region. Am Wehr ermöglicht eine Fischtreppe die Fischwanderung stromaufwärts in der Murg. Durch die Schaffung von Biotopen in der Nähe des Wehrs leistete Alpiq einen grossen Beitrag zur ökologischen Aufwertung der Umgebung des Kraftwerks.